# Tanneberger Sumpf - Gröbitzer Busch
Das Naturschutzgebiet Tanneberger Sumpf – Gröbitzer Busch liegt auf dem Gebiet der Gemeinde Massen-Niederlausitz im Landkreis Elbe-Elster in Brandenburg. Es erstreckt sich östlich von Gröbitz und westlich von Tanneberg – beide Ortsteile der Gemeinde Massen-Niederlausitz. Am nordwestlichen Rand des Gebietes verläuft die Kreisstraße K 6229, nördlich verläuft die K 6228 und fließt die Kleine Elster.

## Bedeutung
Das  rund 46,8 ha große Gebiet mit der Kenn-Nummer 1342 wurde mit Verordnung vom 21. Januar 2003 unter Naturschutz gestellt. Das Naturschutzgebiet wird „durch eine vielfältig strukturierte Niedermoorlandschaft mit einem kleinräumigen Wechsel von Grünland, Brachen und Feuchtwaldbereichen charakterisiert“.